# Ophiacantha aenigmatica
Ophiacantha aenigmatica is een slangster uit de familie Ophiacanthidae.
De wetenschappelijke naam van de soort werd in 1917 gepubliceerd door Matsumoto.